# Медаль «100-летие Азербайджанской Демократической Республики»
Медаль «100-летие Азербайджанской Демократической Республики (1918-2018)» (азерб. Azərbaycan Xalq Cümhuriyyətinin 100 illiyi (1918-2018)) — государственная награда Азербайджанской Республики. Учреждена законом №1092-VQD от 1 мая 2018 года. Медаль посвящена 100-летию Азербайджанской Демократической Республики.

## Основания для награждения
Медалью «100 лет Азербайджанской Демократической Республике (1918-2018)» награждаются наследники лидеров Азербайджанской Демократической Республики, а также лица, имеющие особые заслуги в исследовании и пропаганде Азербайджанской Демократической Республики, в сохранении и развитии государственной независимости Азербайджана, а также в общественно-политической жизни страны.

## Способ ношения
Медаль «100 лет Азербайджанской Демократической Республике (1918-2018)» носится на левой стороне груди.

## Кавалеры
* список отражает не всех награждённых медалью
- Раис Расулзаде[4]
- Азад хан Хойски[5]
- Камал Абдулла[6]
- Джейхун Мамедов[7]
- Камран Набизаде[8]
- Джафар Джафаров[9]
- Адалят Мурадов
- Герай Герайбейли
- Нурлана Алиева
- Гейдар Асадов
- Эльхан Гусейнов
- Элбмар Гасымов
- Ибрагим Джафаров
- Гюльчохра Мамедова
- Ягуб Махмудов